# 布拉赫滕多夫
布拉赫滕多夫是德国莱茵兰-普法尔茨州的一个市镇。总面积2.45平方公里，总人口265人，其中男性146人，女性119人（2011年12月31日），人口密度108人/平方公里。